# Yissu Mangu
Yissu Mangu (mongol cyrillique : Есөнмөнх Yesömönkh ), parfois retranscrit Yissou-Mangou  ou Yisu Mengü  (mort en 1252) est un prince djaghataïde qui a régné sur le khanat de Djaghataï de 1246 ou 1247 à 1252.

## Biographie
Cinquième fils de Djaghataï, il est évincé du pouvoir au profit de son neveu Kara Hülegü, un enfant qui règne sous la régence de sa mère Ebuskune. Ami personnel de Güyük, celui-ci le place à la tête de l'ulus de Djaghataï à son avènement en 1246. Alcoolique, il laisse gouverner son épouse et le ministre musulman Behâ ed-Dîn Marghînânî, qui selon l'historien Juvayni passe pour un mécène. Yissu Mangu est le premier Djaghataïde à favoriser l'Islam dans ses États, à une époque où le khanat de Djaghataï dépend fortement du pouvoir central mongol de Karakorum.
Il prend le parti de la branche d’Ögödei contre Möngke dans la crise de succession qui suit la mort de Güyük. Lorsque Möngke en sort vainqueur, il le destitue et replace Kara Hülegü à la tête de l'ulus en août 1252. Kara Hülegü est envoyé lui-même exécuter son oncle, mais il meurt sur le chemin du retour et c'est sa veuve Orghana qui mène à bien cette tâche.